# Pará
Pará (PA) er en brailiansk delstat, placeret i den nordlige del af landet
i regionen Norte. Hovedstaden hedder Belém og delstaten grænser op til Amazonas, Mato Grosso, 
Tocantins, Maranhão, Amapá, Roraima og nabolandene Suriname og Guyana.
Statens bedste fodboldliga er Campeonato Paraense.